# الکساندر یاگیلون
الکساندر (به لهستانی:Aleksander Jagiellończyk؛ لیتوانیایی:Aleksandras Jogailaitis؛ ۵ اوت ۱۴۶۱ – ۱۹ اوت ۱۵۰۶) دوک بزرگ لیتوانی و شاه لهستان از خاندان یاگیلون و چهارمین پسر شاه کازیمیر چهارم بود. او پس از مرگ پدرش در ۱۴۹۲ میلادی، به عنوان دوک بزرگ لیتوانی برگزیده شد و در ۱۵۰۱ میلادی نیز با مرگ برادرش، ژان اول آلبرت، به مقام شاه لهستان دست یافت.

## نگارخانه

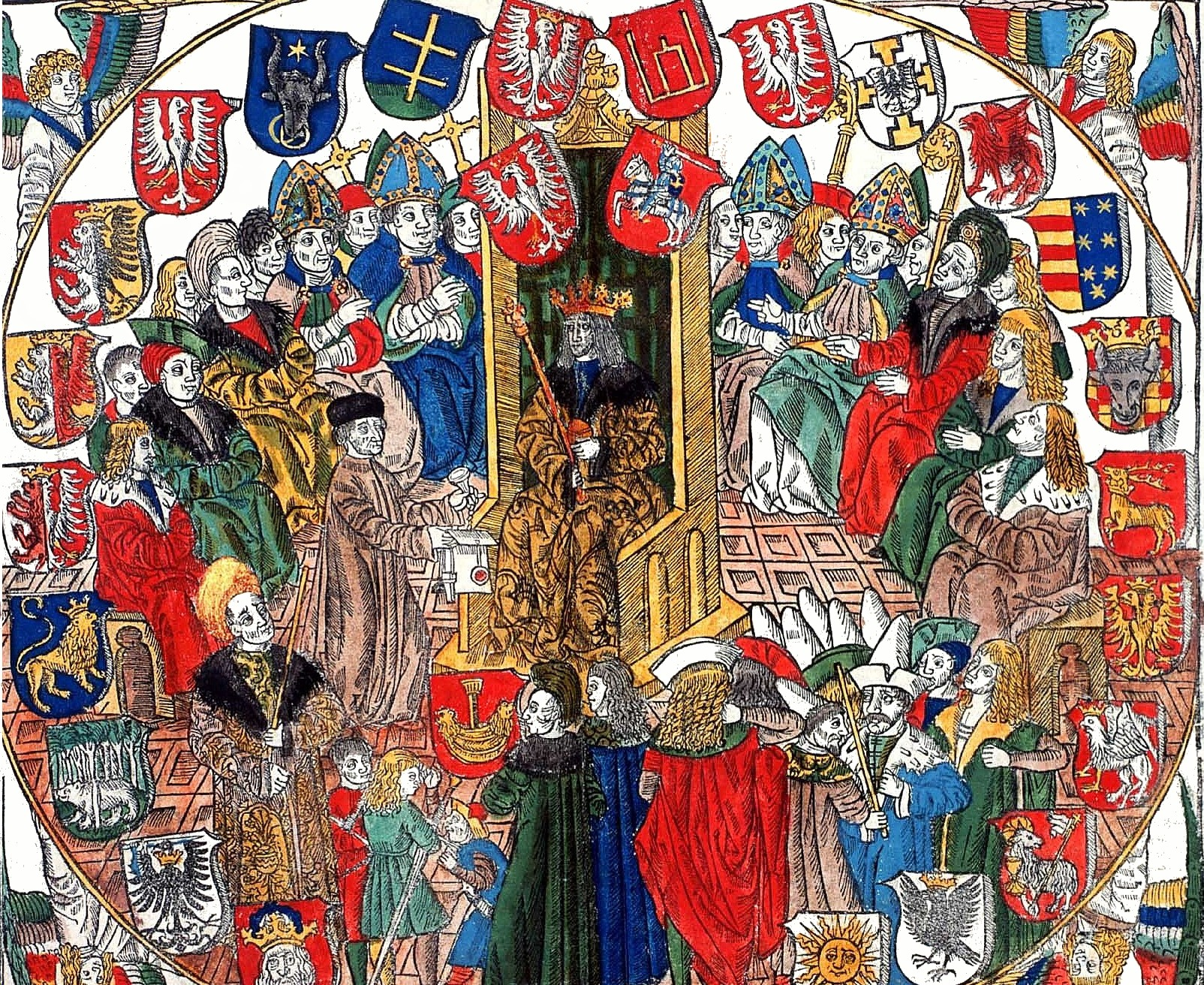
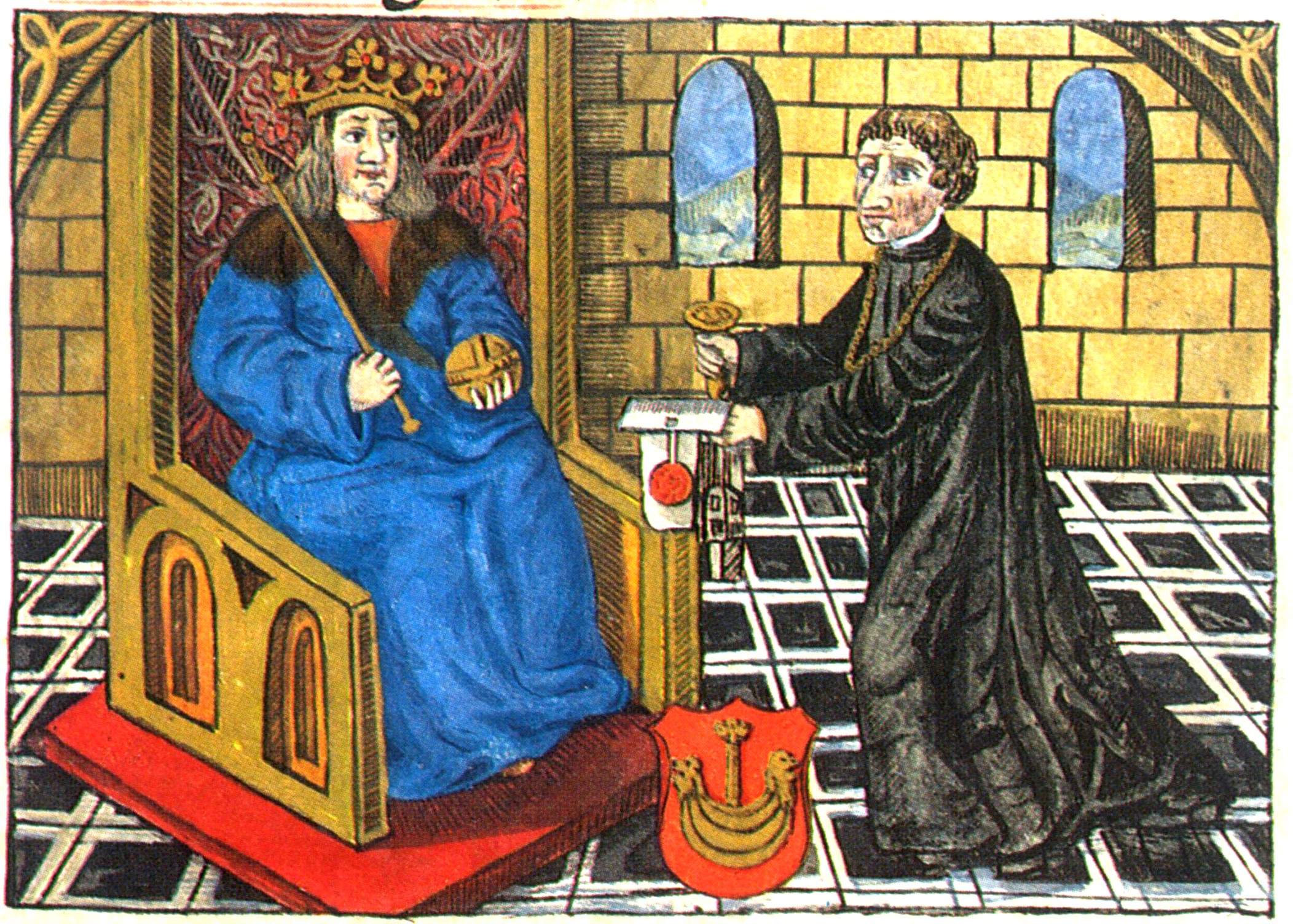
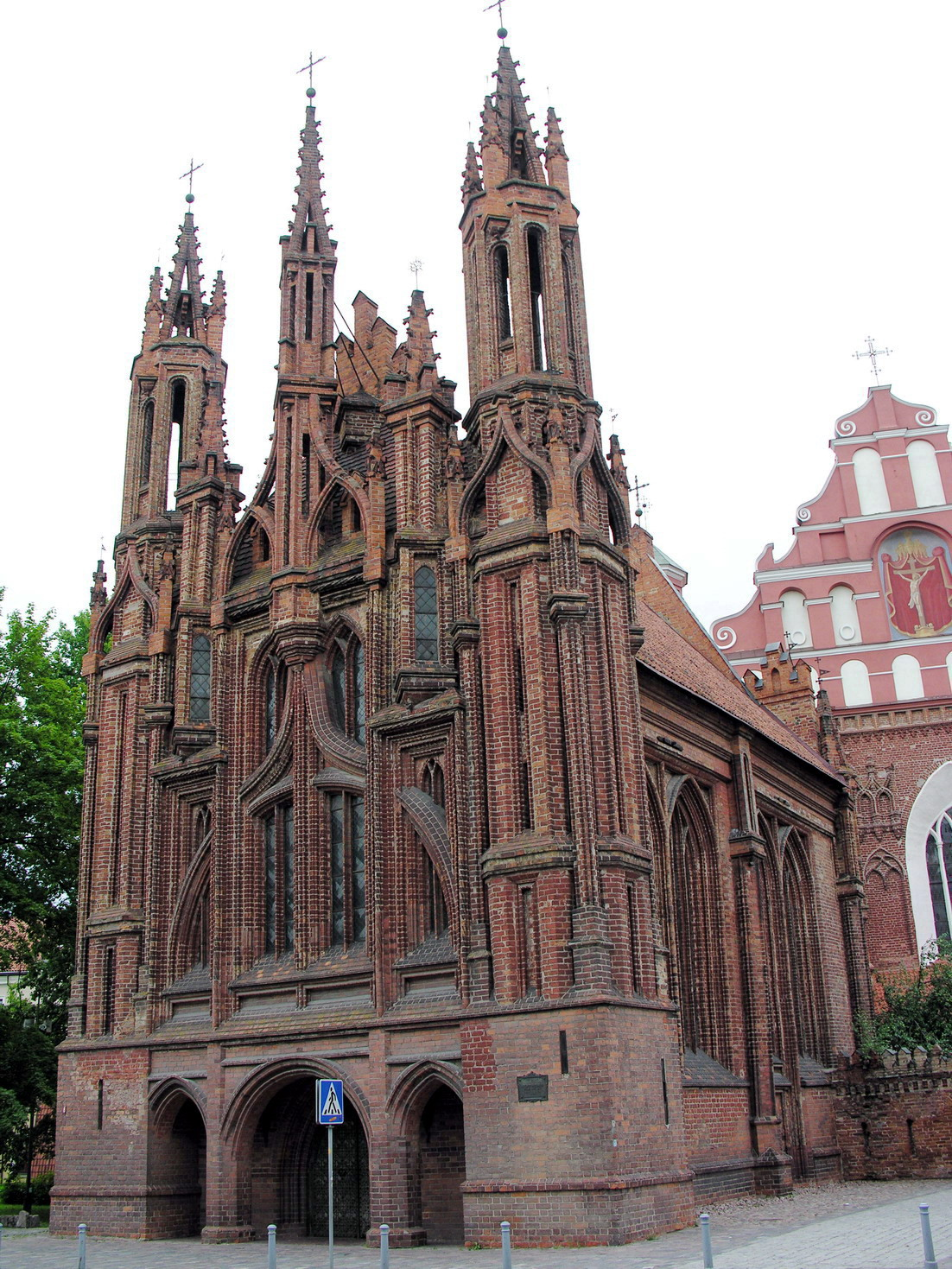
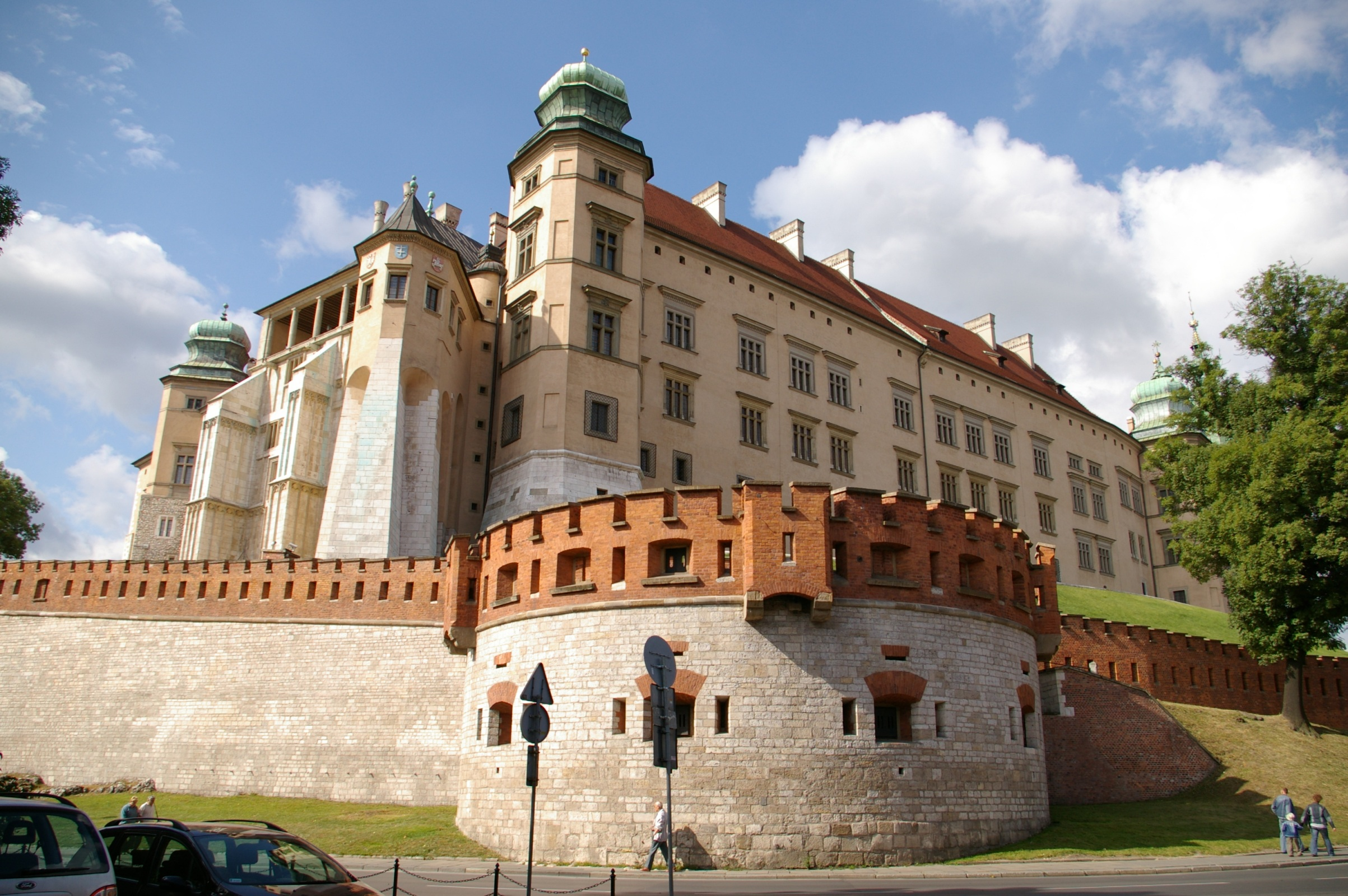